# 데바사키카라아게

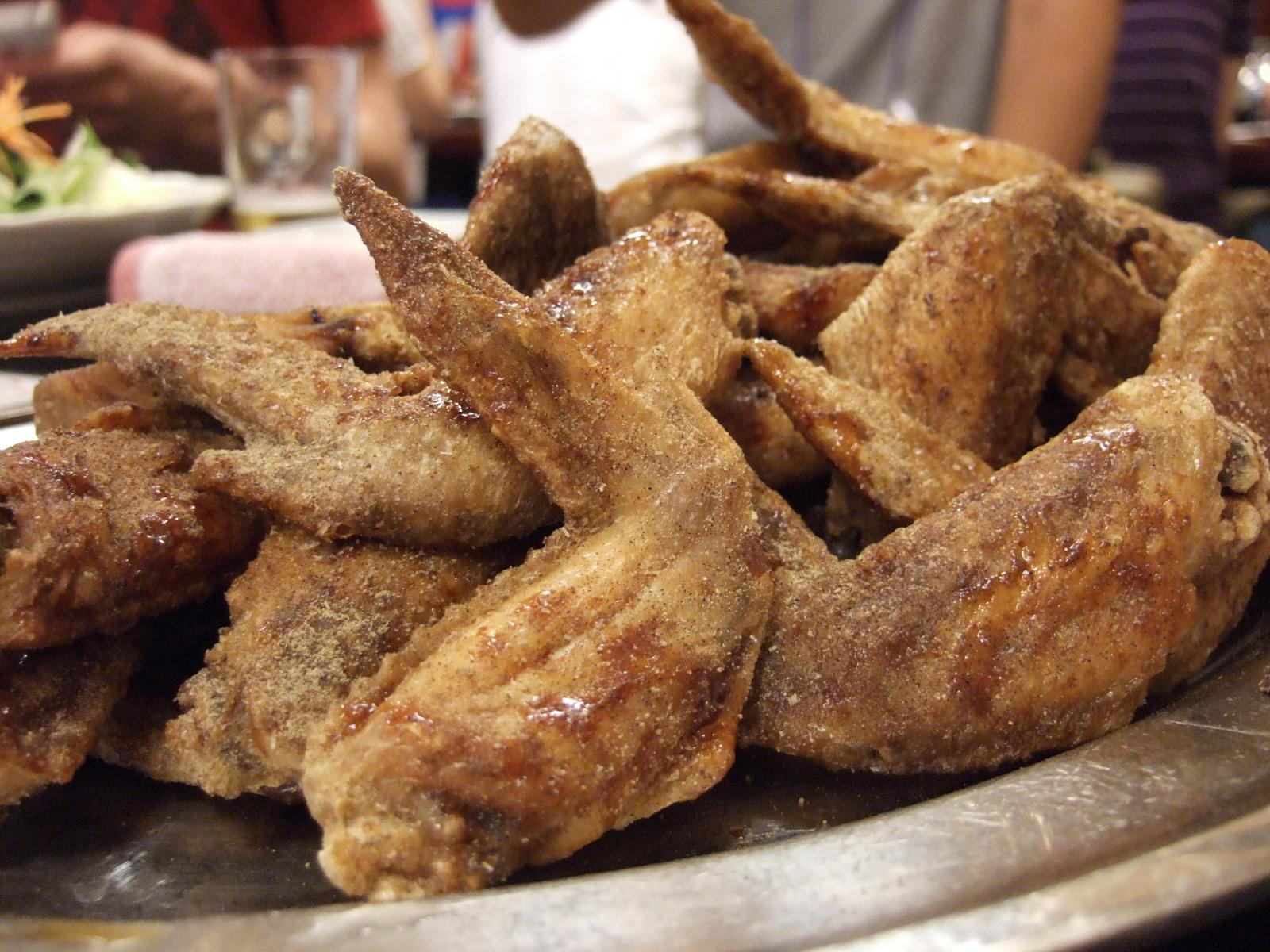
테바사키카라아게

테바사키카라아게(일본어: 手羽先唐揚げ)는 닭의 날개를 튀김으로 한 일본 요리이다. 일본 각지에서 먹을 수 있지만, 특히 주쿄권 (나고야시 및 주변 지역)에서 많이 먹을 수 있다.
닭의 날개를 튀김하고 양념장을 바르고 소금, 후춧가루, 흰깨 등을 뿌려 마무리한다. 짠 맛이 특징으로, 안주로 먹을 수 있다.
주쿄권에서 테바사키 (닭날개)라고 하면 닭의 부위가 아니라 이 요리를 의미하는 경우가 많다.
테바사키카라아게를 제일 먼저 제공한 가게는 후라이보이다.